# A Chave de Salomão (livro)
A Chave de Salomão  é o título do décimo terceiro romance do jornalista e escritor português José Rodrigues dos Santos, lançado em 2014 pela Gradiva.
O protagonista, professor Tomás Noronha, é o mesmo de "O Codex 632", "A Fórmula de Deus" e "O Sétimo Selo".

## Enredo
A Chave de Salomão usa informação científica para desvendar as espantosas ligações entre a mente, a matéria e o enigma da existência. Tomás Noronha, o protagonista desta série de livros é o principal suspeito de um homicídio. Depressa o historiador português se vê na mira da CIA, que lança assassinos no seu encalço, e percebe que, se quiser sobreviver, terá de deslindar o crime e provar a sua inocência.